# Primeira fase da Copa Libertadores da América de 2014
A primeira fase da Copa Libertadores da América de 2014 foi disputada entre 28 de janeiro e 6 de fevereiro. Os seis vencedores de cada chave se juntam as outras 26 equipes da segunda fase, a ser disputada no sistema de grupos.
Nessa primeira fase, as equipes se enfrentam em jogos eliminatórios de ida e volta, classificando-se a que somasse mais pontos. Em caso de igualdade em pontos, o saldo de gols e, depois, a regra do gol fora de casa seriam utilizados como regras de desempate. Persistindo ainda o empate, a vaga seria definida nas disputas por pênaltis.

## Resultados
Equipe 1 realizará a partida de ida em casa.
| Chave | Equipe 1             | Total       | Equipe 2            | Ida | Volta | Classificação |
| ----- | -------------------- | ----------- | ------------------- | --- | ----- | ------------- |
| G1    | Sporting Cristal     | 3–3 (4–5 p) | Atlético Paranaense | 2–1 | 1–2   | Grupo 1       |
| G2    | Deportivo Quito      | 1–4         | Botafogo            | 1–0 | 0–4   | Grupo 2       |
| G3    | Universidad de Chile | 4–2         | Guaraní             | 1–0 | 3–2   | Grupo 5       |
| G4    | Caracas              | 0–3         | Lanús               | 0–2 | 0–1   | Grupo 3       |
| G5    | Monarcas Morelia     | 2–2 (gf)    | Santa Fe            | 2–1 | 0–1   | Grupo 4       |
| G6    | Oriente Petrolero    | 1–2         | Nacional            | 1–0 | 0–2   | Grupo 6       |

Todas as partidas estão no horário local.

### Chave G1
| 29 de janeiro | Sporting Cristal              | 2 – 1     | Atlético Paranaense | Estádio Nacional, Lima     |
| 19:00 (UTC−5) | Ávila 29' · Lobatón 61' (pen) | Relatório | Éderson 54' (pen)   | Árbitro: CHI Enrique Osses |

| 5 de fevereiro | Atlético Paranaense              | 2 – 1     | Sporting Cristal | Estádio Vila Capanema, Curitiba |
| 22:00 (UTC−2)  | Manoel 61' · Éderson 90+7' (pen) | Relatório | Ávila 62'        | Árbitro: PAR Antonio Arias      |

|                                                            |       | Penalidades                                              |  |
| Éderson Deivid Fran Mérida Nathan Natanael Mosquito Manoel | 5 – 4 | Lobatón Cazulo Advíncula Delgado Calcaterra Núñez Aquino |  |

### Chave G2
| 29 de janeiro | Deportivo Quito | 1 – 0     | Botafogo | Estádio Olímpico Atahualpa, Quito |
| 19:00 (UTC−5) | Estupiñán 18'   | Relatório |          | Árbitro: COL Wilmar Roldán        |

| 5 de fevereiro | Botafogo                              | 4 – 0     | Deportivo Quito | Estádio do Maracanã, Rio de Janeiro |
| 22:00 (UTC−2)  | Wallyson 36', 66', 79' · Henrique 90' | Relatório |                 | Árbitro: ARG Silvio Trucco          |

### Chave G3
| 30 de janeiro | Universidad de Chile | 1 – 0     | Guaraní | Estádio Nacional, Santiago  |
| 20:00 (UTC−3) | Mora 63'             | Relatório |         | Árbitro: URU Martín Vázquez |

| 6 de fevereiro | Guaraní                     | 2 – 3     | Universidad de Chile                   | Estádio Defensores del Chaco, Assunção |
| 19:30 (UTC−3)  | Fernández 39' · Benítez 64' | Relatório | Fernández 52' · Díaz 74' · Rubio 90+1' | Árbitro: ARG Pablo Díaz                |

### Chave G4
| 30 de janeiro    | Caracas | 0 – 2     | Lanús                | Estádio Olímpico da UCV, Caracas |
| 20:45 (UTC−4:30) |         | Relatório | Goltz 18', 86' (pen) | Árbitro: PER Víctor Carrillo     |

| 6 de fevereiro | Lanús     | 1 – 0     | Caracas | Estádio La Fortaleza, Lanús |
| 22:00 (UTC−3)  | Ayala 70' | Relatório |         | Árbitro: BRA Sandro Ricci   |

### Chave G5
| 28 de janeiro | Monarcas Morelia            | 2 – 1     | Santa Fe  | Estádio Morelos, Morelia |
| 19:15 (UTC−6) | Mancilla 26' · Zamorano 65' | Relatório | Pérez 84' | Árbitro: VEN Juan Soto   |

| 4 de fevereiro | Santa Fe         | 1 – 0     | Monarcas Morelia | Estádio El Campín, Bogotá |
| 20:30 (UTC−5)  | de la Cuesta 58' | Relatório |                  | Árbitro: BOL Raúl Orosco  |

### Chave G6
| 28 de janeiro | Oriente Petrolero | 1 – 0     | Nacional | Estádio Ramón Tahuichi Aguilera, Santa Cruz |
| 19:00 (UTC−4) | Mojica 32'        | Relatório |          | Árbitro: PAR Enrique Cáceres                |

| 4 de fevereiro | Nacional                 | 2 – 0     | Oriente Petrolero | Estádio Gran Parque Central, Montevidéu |
| 21:00 (UTC−2)  | Alonso 18' · de Pena 73' | Relatório |                   | Árbitro: ECU Carlos Vera                |